# Croce nestoriana

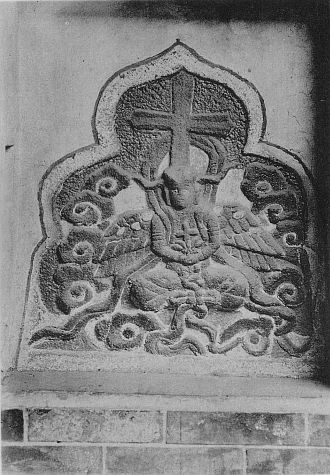
Croce nestoriana su una lapide

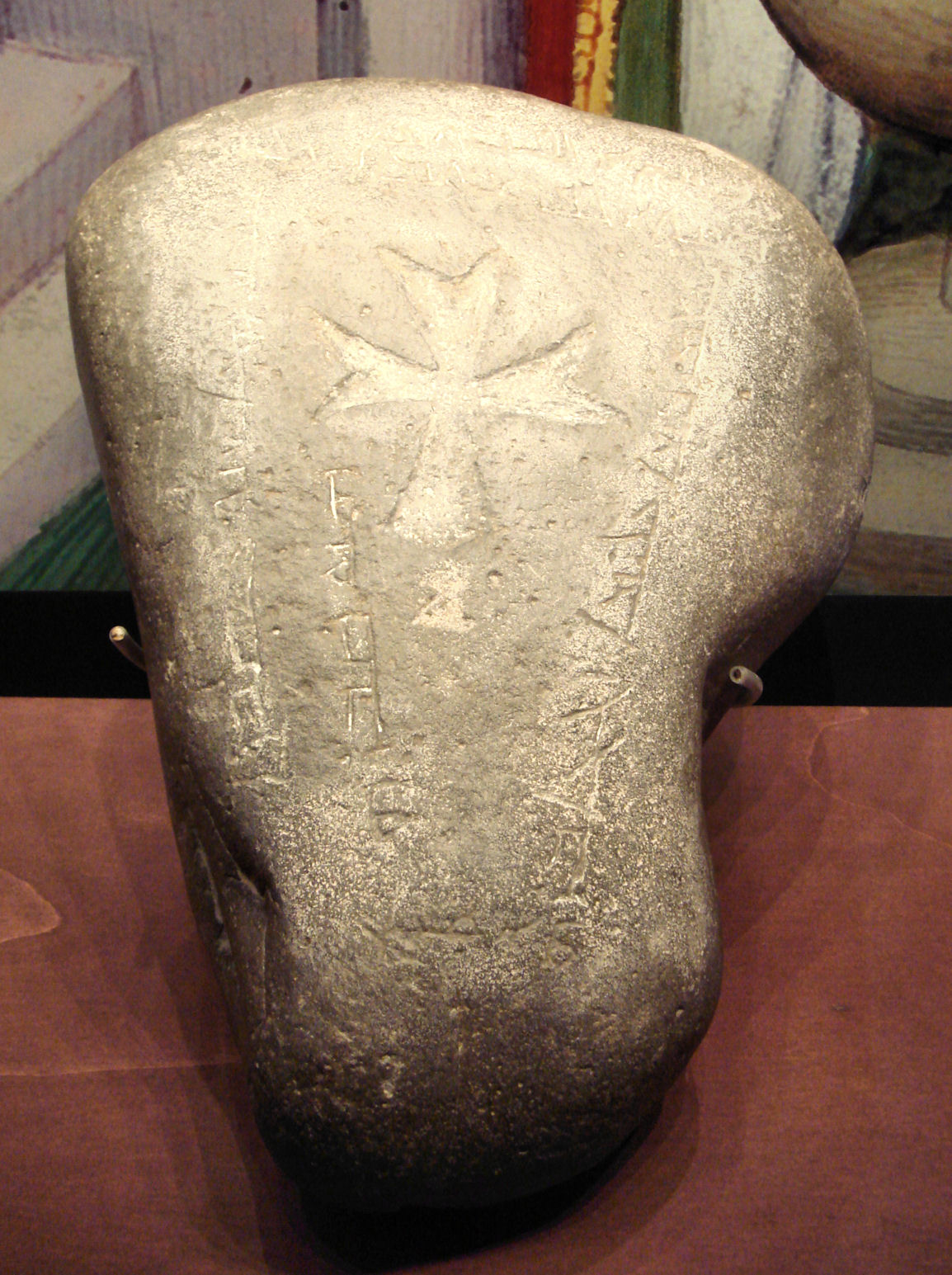
Croce nestoriana su una pietra tombale

La croce nestoriana è un tipo particolare di croce fioronata similmente alla croce ugonotta; è anche molto simile alla croce di Malta. Questo simbolo veniva usato dalla chiesa nestoriana, ed è presente nei territori asiatici in cui questa chiesa è stata o e tuttora presente, quindi dalla Siria alla Cina. Si ritrova spesso riprodotta sormontata da una colomba (simbolo dello Spirito Santo) e con un fiore di loto nella parte inferiore.